# ميخائيل الثالث (بابا الإسكندرية)
 البابا ميخائيل الخامس (بابا الإسكندرية)هو البطرك (71) تولى من سنة 1145 إلى سنة م 1147م. 

## حياته

### إنتخابه
عند انتخاب هذا البطرك، قامت ضجة كبيرة بفعل دسائس شخص يدعى يونس ابن كدران، الذي سعى لانتخابه بطركا. كما وردت إشارة لعادة شيقة عند طرح جسد القديس ابن يوحنس سنهوت في النهر لكى يجلب زيادة الماء فيه عند فيضان النيل سنويا.
كان أحد رهبان دير أبو مقار ببرية شيهيت. كان إنسانًا بسيطًا جمع بين الوقار ووالعفة، لكنه لم يكن عالمًا ولا قارئًا للكتب، لزم قانون الرهبنة من غير قراءة قبطي ولا عربي.
عُمِلت قرعة له مع اثنين آخرين وورقة رابعة باسم «السيد المسيح الراعي الصالح»، ووضعوا الأوراق على المذبح وأقاموا القداس ثلاثة أيام متوالية وأحضروا طفلًا ليختار ورقة فكان المنصب من نصيب ميخائيل هذا، وكان مشهودًا له من الجميع بحسن السيرة.
بعد أن أصابته القرعة كرزوه شماسًا فقسًا وفي ثالث يوم قمصًا وكان ذلك في الكنيسة المعلقة بمصر، وتمت رسامته بطريركًا في الإسكندرية سنة 1145 م. ويذكر تاريخ البطاركة أنه «بكلفة عظيمة حفظوه قداس باسيليوس خاصة إلى أن قدس به».
كانت مدة بطريركيته قصيرة جدًا لكنها كانت طيبة، ولم يحدث أن أحدًا ارتد عن المسيحية في أيامه، وفي أيامه القلائل رسم ثمانية أساقفة منهم أسقف على كرسي شبرا الخيمة وكرسي شبرا دمنهور وكرسي منية بني خصيب وكرسي أخميم وكرسي البلينا.

## وفاته
وكان كل مقامه على الكرسي البطريركي ثمانية شهور وأربعة أيام منها ثلاثة شهور في عافية والباقي وهو خمسة شهور كان مريضًا، وقضى مدة مرضه بدير الأنبا مقار، وتنيح سنة 1146 م.
| سبقه غبريال الثاني | بطريرك الإسكندرية 1145- 1147 | تبعه يوأنس الخامس |